# Поплітник коста-риканський
Поплі́тник коста-риканський (Thryophilus pleurostictus) — вид горобцеподібних птахів родини воловоочкових (Troglodytidae). Мешкає в Мексиці і Центральній Америці

## Опис

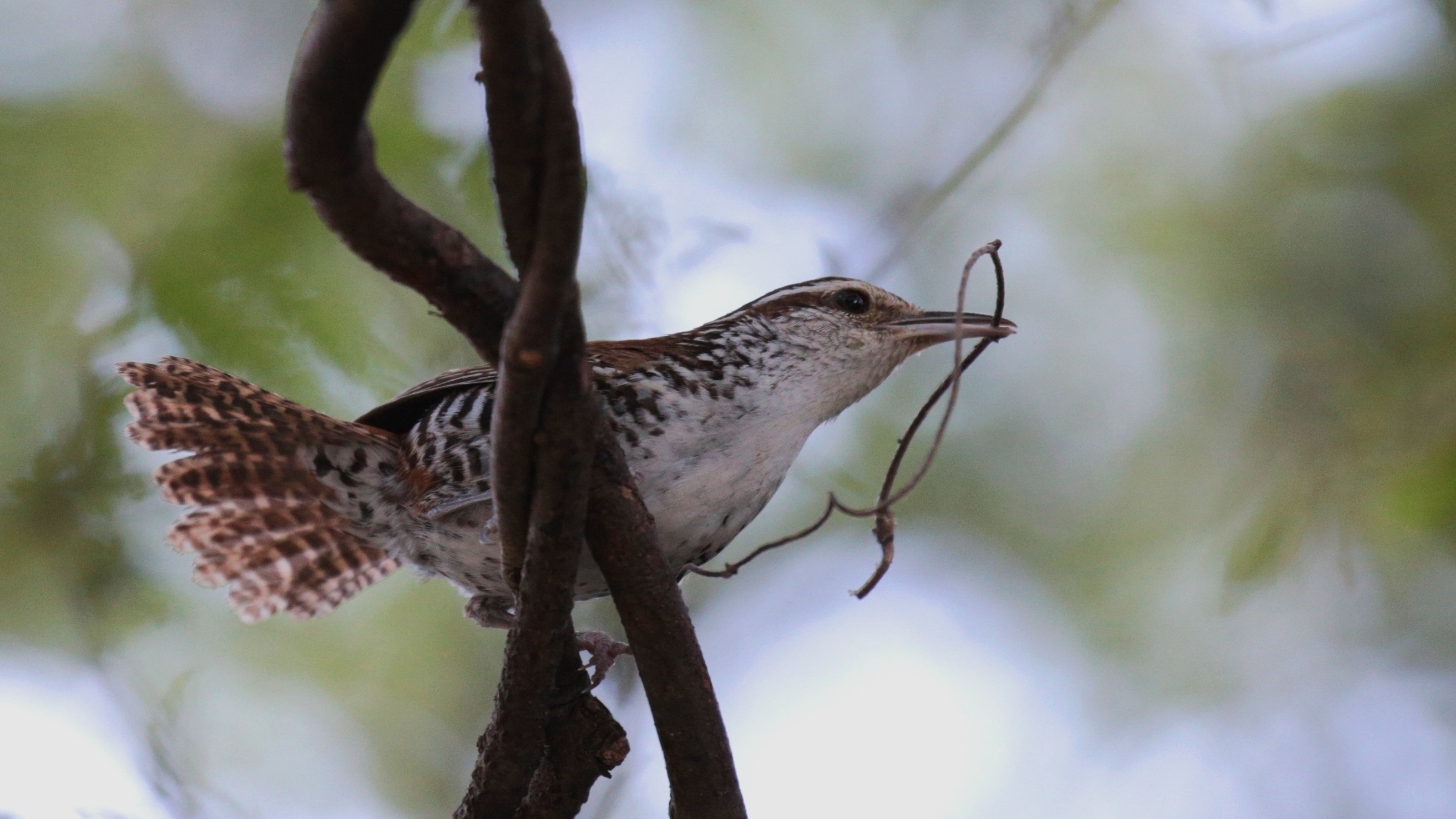
Коста-риканський поплітник

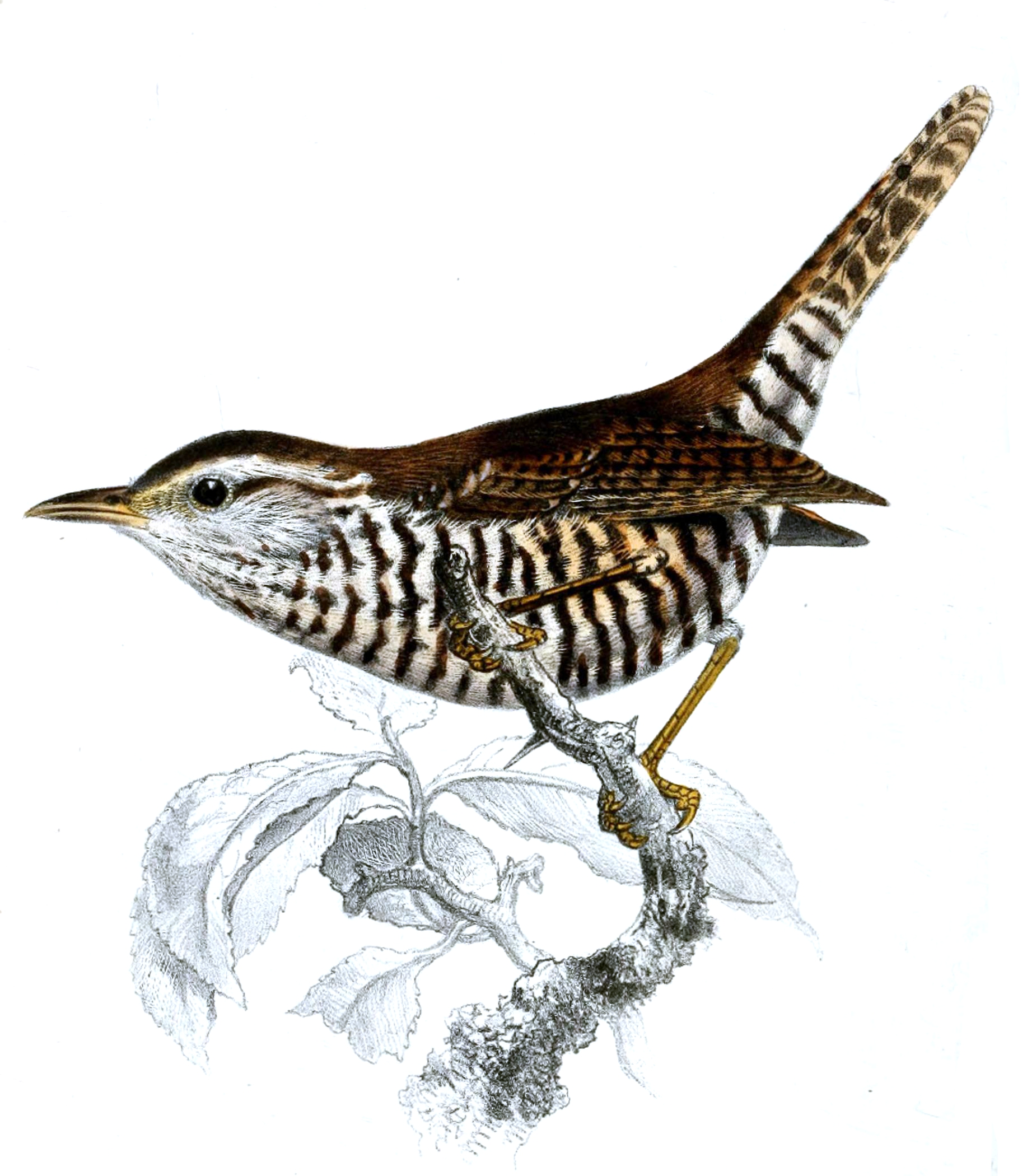
Коста-риканський поплітник

Довжина птаха становить 13,5-15 см, вага 14-23,8 г. Верхня частина голови і верхня частина тіла рудувато-коричневі, від дзьоба до очей ідуть чорнувато-коричневі смуги, над очима білуваті "брови", скроні чорні, сильно поцятковані білуватими плямками. Махові пера рудувато-коричневі, поцятковані вузькими чорними смугами і білими краями. стернові пера рудувато-коричневі, поцятековані чорними смугами. Нижня частина тіла сірувато-біла, на грудях з боків та на животі помітні чорні смуги, нижні покривні пера хвоста смугасті, чорно-білі. Очі темно-карі, дзьоб зверху темно-коричневий, знизу рожевуватий з синюватим відтінком, лапи світло-коричневі або рогово-коричневі. Виду не притаманний статевий диморфізм. у молодих птахів плями на обличчі відсутні, підборіддя і горло поцятковані коричневими плямками, нижня частина тіла тьмяно-коричнева, поцяткована бурими плямками, смуги на ній відсутні.

## Підвиди
Виділяють сім підвидів:
- T. p. nisorius (Sclater, PL, 1870)[5] — південь центральної Мексики;
- T. p. oaxacae (Brodkorb, 1942)[6] — південна Мексика (Герреро, Оахака);
- T. p. acaciarum (Brodkorb, 1942) — південна Мексика (Чіапас);
- T. p. oblitus (Van Rossem, 1934)[7][8] — від південно-східного Чіапаса до західного Сальвадора;
- T. p. pleurostictus (Sclater, PL, 1860) — Гватемала;
- T. p. lateralis Dickey & Van Rossem, 1927 — центральний і східний Сальвадор і північно-західний Гондурас;
- T. p. ravus Ridgway, 1903[9] — Нікарагуа і північна Коста-Рика.

## Поширення і екологія
Коста-риканські поплітники мешкають в Мексиці, Гватемалі, Сальвадорі, Гондурасі, Нікарагуа і Коста-Риці. Вони живуть в сухих тропічних лісах і чагарникових заростях, а також в заболочених лісах в Сальвадорі та в мангрових заростях в Гондурасі і Коста-Риці. Зустрічаються парами або невеликими сімейними зграйками, в Мексиці на висоті до 1750 м над рівнем моря, в Гондурасі на висоті до 1100 м над рівнем моря, в Коста-Риці на висоті до 800 м над рівнем моря.
Коста-риканські поплітники живляться комахами, павуками та іншими безхребетними, яких шукають в підліску та на землі. Сезон розмноження в Мексиці триває з травня по серпень. Гніздо має форму колби з довгим трубкоподібним входом, направленим донизу під кутом 45°, робиться зі стебел і корінців, розміщується на акації Acacia collinsii, на висоті від 1 до 3 м над землею, часто поряд з гніздо ос або серед кропиви. Іноді коста-риканські поплітники використовують гнізда інших птахів, ниприклад, світлогорлих мухоїдів. В кладці від 2 до 5 білих, блакитнуватих або синіх яєць. Інкубаційний період триває приблизно 2 тижні.